# Галушко, Анатолий Иванович
Анато́лий Ива́нович Галушко́ (18 марта 1926 — 6 сентября 1993) — советский и российский ботаник, специалист по флоре Северного Кавказа.

## Биография
Родился в Пятигорске 18 марта 1926 года в семье служащего – отец работал бухгалтером, мать была домохозяйка. Окончил школу в 1943 году, затем служил в Красной Армии. В 1944 году демобилизован, после чего работал электриком в Белокалитвинском шахтоуправлении. В 1949 году Анатолий Иванович окончил Ставропольский сельскохозяйственный институт, получил профессию агроном.
Под руководством профессора Я. И. Проханова Галушко написал первую научную работу, посвящённую папоротникообразным и голосеменным Кавказа. Преподавал сначала в Будёновской агрономической школе, затем — в сельскохозяйственном техникуме в Нальчике. В 1956 году поступил в аспирантуру Ботанического института в Ленинграде. В 1959 году, защитив диссертацию по роду Шиповник, Анатолий Иванович стал кандидатом биологических наук. В 1952 году основал в Нальчике Кабардино-Балкарский республиканский ботанический сад.
В 1960—1965 Анатолий Иванович заведовал кафедрой ботаники Кабардино-Балкарского государственного университета.
С 1978 по 1980 выходил трёхтомный определитель «Флора Северного Кавказа», составленный Анатолием Галушко. В него включены около 4000 видов флоры региона. В последние годы жизни занимался подготовкой «Красной книги Чечено-Ингушетии», неопубликованной из-за войны в Чечне, основал ботанический сад Чечено-Ингушского государственного университета, уничтоженный во время военных действий.
Скоропостижно скончался 6 сентября 1993 года.

## Некоторые публикации
- Галушко А. И. Флора Северного Кавказа. Определитель / отв. ред. С. К. Черепанов. — Ростов-на-Дону: Издательство Ростовского университета, 1978—1980. — Т. 1—3.

## Некоторые виды растений, названные в честь А. И. Галушко
- Jurinea galushkoi Nemirova, 1973 — Наголоватка Галушко
- Psephellus galushkoi Alieva, 1979 — Псефеллюс Галушко
- Rosa galushkoi Demurova, 1963 — Шиповник Галушко